# Alexander Jakowlewitsch Michailow

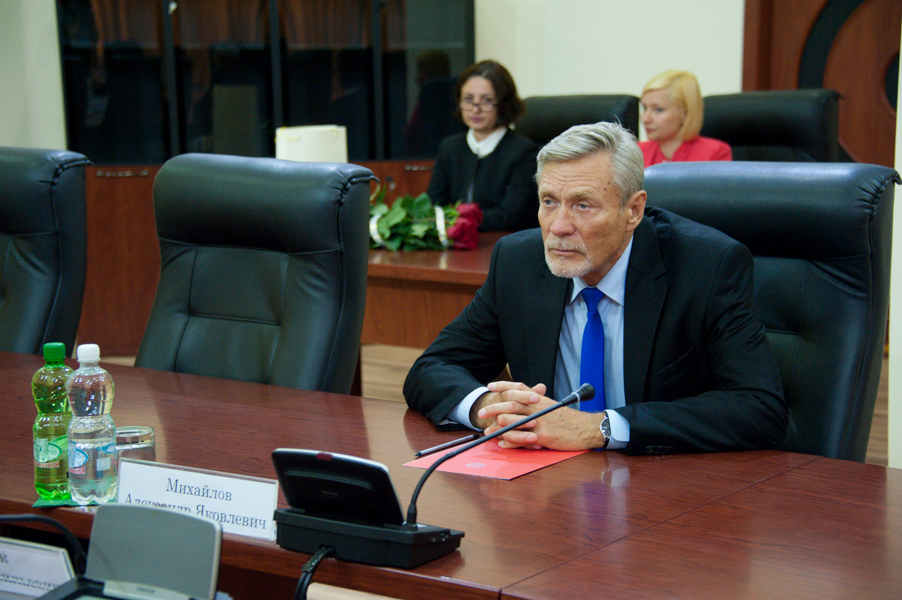
Alexander Michailow (2014)

Alexander Jakowlewitsch Michailow (russisch Александр Яковлевич Михайлов; * 5. Oktober 1944 in Olowjannaja) ist ein russischer und ehemals sowjetischer Schauspieler.

## Leben
Nach abgeschlossenem Schauspielstudium arbeitete Michailow von 1970 bis 1979 am Drama-Theater Saratow, anschließend zog er nach Moskau, wo er bis 1985 am dortigen Drama-Theater tätig war und von 1985 bis 2004 am Maly-Theater.
Michailow spielte die Hauptrolle im Film Vater werden... (Мужики!..), der 1982 bei den Internationalen Filmfestspielen in Berlin den Goldenen Bären gewann.

## Politische Ansichten
Michailow unterstützte die Politik Wladimir Putins in der völkerrechtswidrigen Annexion der Krim durch Russland und trat im Dezember 2014 in Lugansk auf, dabei bekundete er Respekt für die international nicht anerkannte Volksrepublik Lugansk.

## Privates
Michailow ist zum zweiten Mal verheiratet. Sein Sohn aus erster Ehe Konstantin (* 1969) ist Radiosprecher. Aus der zweiten Ehe ging 2002 seine Tochter Akilina hervor.

## Filmografie (Auswahl)
- 1980: Der weiße Rabe (Белый ворон)
- 1981: Die Frau aus dem All (Через тернии к звёздам)
- 1981: Karneval (Карнавал)
- 1981: Vater werden... (Мужики!..)
- 1984: Der Kurschatten (Любовь и голуби)
- 1985: Der Schlangenfänger (Змеелов); nach gleichnamigem Roman des russischen Schriftstellers Lasar Karelin
- 1985: Der Sieg
- 1991: Anwerber (Вербовщик)
- 2003: Casus belli (Казус Белли)
- 2013: Zwei Winter und drei Sommer (Две зимы и три лета)
- 2014: Poddubnyj (Поддубный)

## Auszeichnungen (Auswahl)
- 1992: Volkskünstler der RSFSR[5]
- 1999: Orden der Ehre[6]
- 2004: Verdienstorden für das Vaterland IV. Klasse[7]
- 2014: Volkskünstler der PMR[8]